# Merneith
Merneith of Merit-Neith, ook Mereneith (Oudegyptisch voor Geliefde van Neith) was een vroeg-dynastieke koningin van de 1e dynastie, die regeerde aan de zijde van koning Djet, maar waarschijnlijk ook zelf als derde farao van Egypte heerste.
Zij wordt aangezien als de moeder van de latere koning Den. Haar naam komt voor op een zegelafdruk uit Abydos die de heersers van Narmer tot Den vermeldt, maar ze wordt niet meer genoemd bij het zegel van Qaä. Er wordt in het zegel van Den naar haar gerefereerd als "Koninklijke moeder" (mwt-nsw mr nt) en op de koningslijst uit diens graf in Saqqara wordt zij tweemaal zo genoemd.
Merneith is een sleutelfiguur in de Egyptologie voor het beter begrip van de troonopvolging en die van de heersers in de 1e dynastie, omdat archeologische vondsten erop wijzen dat zij mogelijk zelfstandig als Farao over Egypte heeft geregeerd. Heel wat egyptologen zijn dan ook de mening toegedaan dat zij effectief heerste over Egypte, zij het volgens sommigen eventueel als regent voor haar jonge zoon.
De vorige Egyptische koningin was mogelijk Serethor. Als opvolgster geldt Batires.

## Faraoschap
Er zijn talloze aanwijzingen teruggevonden die haar faraoschap lijken te bewijzen. Het zijn aanwijzingen van het soort dat in geval van een mannelijk individu zeker als evenzoveel bewijzen zouden geïnterpreteerd worden, aldus Tyldesley.
De sterkste bewijzen voor haar alleenheerschappij vindt men in haar twee graven. Graf (Y) in Abydos is uniek tussen de voor de rest exclusief mannelijke graven. Merneith werd dicht bij Djet en Den begraven. Haar graf is van dezelfde omvang als de graven van de mannelijke koningen uit die periode. Er zijn twee steles ontdekt bij haar graf. Daarop is haar naam te zien. Maar deze wordt niet door een serech omringd, zoals typisch is voor mannelijke koningen. Haar naam komt ook niet meer voor in de koningslijsten van het Nieuwe Rijk. Ook op een zegel met een faraolijst van de eerste dynastie dat in het graf van Qaä werd gevonden (de derde farao voor zover bekend na Den) komt haar naam niet voor als zelfstandige heerseres.

## Graf

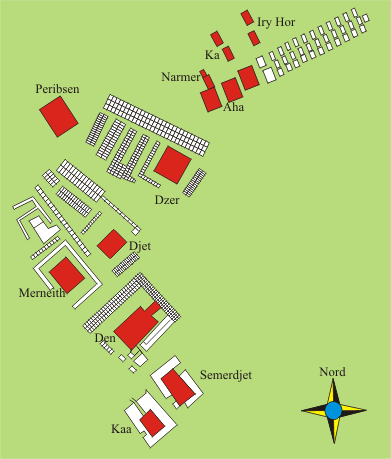
Cemetery B, Ummal-Qaab. Graven van de farao's van de eerste en tweede dynastie van Egypte.

Plan van het graf van Meritneith in Abydos

Het graf van Merneith werd ontdekt in Abydos in een zone die geassocieerd wordt met de andere farao's van de eerste dynastie Umm el-Qaab. Twee stenen steles ter plaatse ontdekt identificeren het graf als dat van haar.
Het graf werd in 1900 door William Petrie uitgegraven, en vanwege de aard ervan meende hij dat het aan een tot dan onbekende farao toebehoorde. Bij het opgravingswerk kwam een grote ondergrondse begraafplaats in zicht die met leemtegels was afgelijnd. De grafkamer was omgeven door rijen kleinere satellietbegraafplaatsen met minstens 40 bijkomende graven. Het is volgens de Duitse archeoloog Werner Kaiser een van de meest exact ingerichte complexen uit de 1e dynastie.
Petrie ontdekte er een grote stele met de naam Merit-Neith. Al werd er geen horusnaam vermeld zoals die traditioneel met een (mannelijk) farao wordt geassocieerd, toch identificeerde men de stele als "koninklijk". Merit-Neith was de derde farao van de 1e dynastie van Egypte, werd besloten. Pas later ontdekte men dat het een vrouwelijke naam was die "Geliefde van Neith" betekent, en dat het dus ook om een vrouwelijke farao ging.
Naast het graf in Abydos heeft ze ook nog een graf in Saqqara.
Binnen in dat graf ontdekten archeologen een zonnebark die haar moest toelaten om in het hiernamaals met de zonnegod te reizen. Dergelijke eer was doorgaans voorbehouden aan de koning. In Abydos lagen bovendien zo'n 77 bedienden begraven bij haar grafmonument, in een U-vormig tracé. Dit zou op een verdwenen bouwsel wijzen. De handwerklieden waren tevens begraven met voorwerpen die hun beroep typeerden.
Het gebruik om een graf in Beneden-Egypte nabij de hoofdstad en een tweede in Boven-Egypte, het thuisland van de heersende dynastie, te laten bouwen was typerend voor de eerste vorsten van het eengemaakte Egypte. Uit het feit dat Merit-Neith de enige vrouw is die op deze wijze werd geëerd, kan men besluiten dat zij soeverein heerste.

## Titels
Merneith droeg voor zover bekend de koninginnentitel:
- Eerste onder de vrouwen (khnty)
- Koninklijke moeder (mwt-niswt)